# トリック劇場版 ラストステージ
『トリック劇場版 ラストステージ』（トリックげきじょうばん ラストステージ）は、2014年1月11日公開の日本映画。テレビドラマシリーズ『トリック』の劇場版第4作。シリーズ完結編であり、前作から3年半ぶりの作品となる。
テレビ朝日開局55周年記念作品。
キャッチコピーは、「トリックシリーズ14年間の集大成！本当に最後です！」。

## ストーリー
ある日、物理学者・上田次郎は、村上商事社員・加賀美慎一と有田雄一からある依頼を受ける。それは、村上商事が進めている赤道スンガイ共和国（南シナ海のボルネオ島とベトナムの間辺りにある南方の島国）でのレアアース採掘事業に伴う現地住民の立ち退きを、現地で信奉されている“ボノイズンミ”と呼ばれる呪術師が「聖なる土地を渡すわけにはいかない」と拒んでいるため、超常現象解明で知られる上田に“ボノイズンミ”の霊能力のトリックを暴いてもらい、科学の力で現地住民の目を覚まさせて欲しいというものであった。その依頼の説明を受けている時、“ボノイズンミ”に呪いを受けたとされる有田が予言通り上田の目の前で突然変死する。村上商事から支給される研究費と世間体のことを考えた上田は、テレビのどっきり番組で仲間由紀恵そっくりの美人魔術師が脱出するという趣向で騙されて恥をかき、なおかつアパートの家賃を滞納して追い詰められていたマジシャンの山田奈緒子を（呪術師などの説明はせずに）同行させ、赤道スンガイ共和国へ向かうことにした。
一行がスンガイ共和国に到着し、船で川を上り奥地の目的地に向かう途中で、上田が背中に発疹がおきて死ぬような苦しみにあう。目的地につくと、上田の病気はほっておくと命が危ないが、呪術師なら治す事ができるというので、山田らは上田を連れてすぐに呪術師のところへと向かう。呪術師は妖しい術を駆使し、現地住民の絶対的な信頼を得ていて、上田の病気をも不思議な力で治してしまう。一方、なぜか事件の捜査ということで、日本からそこの村に矢部たちが派遣されて来ていた。またそのころ村上商事一行に同行していた資源開発者の川島が、感情的なことから現地の若者を殺害してしまっていた。呪術師のトリックを暴くために、一行は村人とともに呪術師の元に集まるが、そこで呪術師は、村の若者を殺した者がこの中にいて、この水を飲むと犯人だけが死ぬと言った。全員が飲み、川島は苦しみながら全員の前で変死する。
山田らは呪術師の力を見抜けずにいたが、同行していた医師の谷岡が銃で呪術師を狙い、その帰りに謎の変死を遂げる。矢部らが手首の無い谷岡の死体を発見するが、呪術師が再び皆を集め、そこで何も無い水槽から谷岡の手首を取り出してみせた。山田は現地に来て以来、何度も巨大な火球が村の上空で大爆発する夢を見ていたが、ついに呪術師のトリックを見破る。そして再度呪術師のもとにいくが、そこで山田は呪術師の本当の役割に気づく事になる。呪術師は谷岡から撃たれていた傷が悪化し死亡してしまう。呪術師は、やがて地中から吹き出したガスが上空で引火し大爆発を起こす事を知っていたのだった。それを食い止めるために呪術師は、危険が迫ってきたら地中の深いところでガスを爆発させて村人を救おうとしていたのだ。山田は矢部や上田らに逃げるよう言い、自身は現地に残って呪術師の後を継ぐと言う。上田は一度洞窟を出たあと、山田の言動の真意とこれから起こる大惨事の真相に辿り着くに至り、再び山田の元に向かい、一緒に逃げるよう必死で呼び掛ける。山田は上田の強い説得を振り切り、呪術師から託された村人の救済のため一人洞窟の奥に向かう、途中岩壁が崩れ落ち、山田と上田は半ば寸断されてしまう。山田は瓦礫の隙間から「もし、死後の世界が存在していれば、1年後に連絡方法を見つけ、必ず連絡するからその時は、寿司と餃子を死ぬほど奢ってくれ。」と上田に言い残し、奥地に向かう。山田を止めようと上田が駆け寄ろうとするも、ガスの上昇の影響による地震で洞窟の岩の瓦礫が崩れて山田のいる場所と寸断されてしまい、引き止められなかった。山田は奥にあった台の上に乗るとガスを引火させて大爆発を地中で引き起こした。上田の必死の叫びも空しく、爆発に巻き込まれた山田は消息を絶ってしまう。
1年後。上田は科学賞授賞の席上で、山田の声を聞くという期待を胸に「本物の霊能力者に賞金を譲る」と呼びかける。だが本物の霊能力者は現れない。やがて山田の母、里見が現れて、奈緒子を呼び出すことができる霊能力者を探してくれてありがとう、と礼を言い残し去っていき、エンドロールが流れる。その直後、記憶を失くした本物の山田が賞金目当てに現れる。「You...本物の（山田か）?」「私は本物です。（本物の霊能力者です。）」。そして山田は、上田にかつて見せたマジックを披露するのだった。

## 登場人物

### レギュラー
山田奈緒子
演 - 仲間由紀恵
上田次郎
演 - 阿部寛
矢部謙三
演 - 生瀬勝久
秋葉原人
演 - 池田鉄洋
山田里見
演 - 野際陽子
山田剛三
演 - 岡田眞澄（映像出演）
池田ハル
演 - 大島蓉子
ジャーミー
演 - アベディン・モハメッド
照喜名保
演 - 瀬戸陽一朗
神部明
演 - なすび
神部知世
演 - 田所二葉
石原達也
演 - 前原一輝
ナレーション
演 - 森山周一郎

### ゲスト
加賀美慎一
演 - 東山紀之
村上商事レアアース事業部員。ムッシュム・ラー村の奥地に眠るレアアースの採掘を目論む。
谷岡将史
演 - 北村一輝
大学病院で伝染病の研究をしていた医師。同性愛者であり、上田に好意を寄せている。
ボノイズンミ
演 - 水原希子
ムッシュム・ラー村奥地のヤー村に住む部族が絶対的信奉する呪術師。未来を予知したり、人に呪いをかけて殺す力があるとされている。奈緒子たちにこの世の終わりが訪れると告げる。
川島治道
演 - 中村育二
岩熊金属鉱業の資源開発者。
有田雄一
演 - 石丸謙二郎
村上商事レアアース事業部長。1か月前にボノイズンミに呪いをかけられ、上田と加賀美の前で謎の死を遂げる。
山本支社長
演 - 吉田鋼太郎
村上商事ムッシュム・ラー村支社長。東工大で地質学の勉強をしていた。
村上商事・会長
演 - 村上ショージ
加賀美麗子
演 - 遠野あすか
加賀美の妻。
加賀美あずさ
演 - 藤井杏奈
加賀美の娘。2年前に重病に侵されたが、現在は回復している。
ダチョウ倶楽部
演 - 肥後克広、寺門ジモン、上島竜兵
司会者
演 - ゴルゴ松本（TIM）
山田が出演したテレビ番組の司会者。
スタッフ
演 - レッド吉田（TIM）
山田が出演したテレビ番組のスタッフ。
水中レポーター
演 - 小島よしお
テレビ番組レポーター。
御手洗未来
演 - 畠山彩奈
警視総監の娘。『警部補 矢部謙三2』に登場。
司会者
演 - 下平さやか（テレビ朝日アナウンサー）
財団法人科学と人類財団主催「第31回科学と人類大賞授賞式」の司会進行。
フーディーニ
声 - 鈴木正和
スンガイ＝キン
演 - 菅井きん（写真出演）
赤道スンガイ共和国 建国の母。
ガッツ石まっ虫
演 - ガッツ石松（映像出演）

## スタッフ
- 監督 - 堤幸彦
- 脚本 - 蒔田光治
- 音楽 - 辻陽
- 主題歌 - 鬼束ちひろ「月光」（EMIミュージック・ジャパン）
- 製作 - 平城隆司、市川南
- 共同製作 - 尾木徹、山本晋也、浅井賢二、長坂信人、茂田遥子
- エグゼクティブプロデューサー - 桑田潔、山内章弘

企画 - 林雄一郎、上田太地
- Co.エグゼクティブ・プロデューサー - 大川武宏
- プロデューサー - 高野渉、蒔田光治、佐藤善宏
- ラインプロデューサー - 渡邊範雄
- 協力プロデューサー - 村上弓
- 監督補/編集 - 藤原知之
- 撮影 - 斑目重友、池田英孝
- VFX - 野﨑宏二
- 映像 - 中村寿昌
- 照明 - 川里一幸
- 録音 - 臼井久雄
- 美術 - 稲垣尚夫
- 助監督 - 塩崎遵
- 記録 - 奥平綾子
- 制作担当 - 篠宮隆浩
- 制作協力 - オフィスクレッシェンド
- 製作委員会 - （C）2014「トリック劇場版　ラストステージ」製作委員会（テレビ朝日、東宝、プロダクション尾木、朝日放送、メ〜テレ、オフィスクレッシェンド）
- 配給 - 東宝

## 封切り
全国314スクリーンで公開され、公開初週土日2日間の動員ランキング（興行通信社調べ）では2位で、動員24万6099人、興収3億3165万7900円を記録した。祝日の1月13日を含む3連休では動員37万9,178人、興収5億147万5,200円となった。客層の男女比は53対47で、20代の31.1％を筆頭に幅広い年代の観客を呼び、92.8％がシリーズのファンであることを鑑賞動機に挙げた。5週目の時点で8位となり、累計動員は121万9,308人、累計興収は15億を超え、15億6,169万7,400円となった。

## 備考
『トリック』シリーズ初の海外ロケが行われている。2013年7月にマレーシアサラワク州クチンなどで撮影が行われた。なお、劇中で人差し指で人を差す行為は相手を侮辱するとあるが、これはフィクションではなく、実際にマレーシアでは人差し指で人を差してはいけない。奈緒子が決め台詞を言うシーンで親指を相手に向けているのもそのためである。

## テレビ放送
| 回数 | テレビ局   | 番組名（放送枠名） | 放送日        | 放送時間      | 放送分数 | 視聴率 |  |
| ---- | ---------- | ------------------ | ------------- | ------------- | -------- | ------ |  |
| 1    | テレビ朝日 | 日曜洋画劇場       | 2015年1月25日 | 21:00 - 23:10 | 130分    | 12.6%  |  |

- 視聴率はビデオリサーチ調べ、関東地区・世帯・リアルタイム。